# Віндзор (Колорадо)
Віндзор (англ. Windsor) — місто (англ. town) в США, в округах Ларімер і Велд штату Колорадо. Населення — 32 716 осіб (2020).

## Географія
Віндзор розташований за координатами 40°28′39″ пн. ш. 104°55′0″ зх. д. / 40.47750° пн. ш. 104.91667° зх. д. (40.477555, -104.916800).  За даними Бюро перепису населення США в 2010 році місто мало площу 64,12 км², з яких 63,30 км² — суходіл та 0,82 км² — водойми.

### Клімат
| Клімат : Віндзор        | Клімат : Віндзор | Клімат : Віндзор | Клімат : Віндзор | Клімат : Віндзор | Клімат : Віндзор | Клімат : Віндзор | Клімат : Віндзор | Клімат : Віндзор | Клімат : Віндзор | Клімат : Віндзор | Клімат : Віндзор | Клімат : Віндзор | Клімат : Віндзор |
| Показник                | Січ.             | Лют.             | Бер.             | Квіт.            | Трав.            | Черв.            | Лип.             | Серп.            | Вер.             | Жовт.            | Лист.            | Груд.            | Рік              |
| Абсолютний максимум, °C | 23,3             | 24,4             | 27,8             | 32,8             | 35,6             | 39,4             | 41,1             | 38,9             | 37,2             | 32,8             | 26,7             | 23,9             | 41,1             |
| Середній максимум, °C   | 5,5              | 8,1              | 12,2             | 16,3             | 21,4             | 27,2             | 30,1             | 29,1             | 24,7             | 18,3             | 10,3             | 6,7              | 17,5             |
| Середній мінімум, °C    | −9,7             | −7,1             | −3,5             | 0,7              | 5,9              | 10,8             | 13,8             | 12,8             | 7,9              | 1,8              | −5,1             | −8,8             | 1,7              |
| Абсолютний мінімум, °C  | −31,7            | −28,9            | −20              | −19,4            | −3,9             | 1,7              | 5,6              | 5,0              | −8,3             | −15              | −21,7            | −31,1            | −31,7            |
| Норма опадів, мм        | 8                | 6                | 21               | 45               | 56               | 52               | 34               | 26               | 27               | 23               | 15               | 10               | 323              |
| ----------------------- | ---------------- | ---------------- | ---------------- | ---------------- | ---------------- | ---------------- | ---------------- | ---------------- | ---------------- | ---------------- | ---------------- | ---------------- | ---------------- |
| Джерело: NOAA           |                  |                  |                  |                  |                  |                  |                  |                  |                  |                  |                  |                  |                  |

## Демографія
Згідно з переписом 2010 року, у місті мешкали 18 644 особи в 6732 домогосподарствах у складі 5254 родин. Густота населення становила 291 особа/км².  Було 7198 помешкань (112/км²).
Расовий склад населення:
| - 93,6 % — білих - 1,2 % — азіатів - 0,5 % — корінних американців - 0,5 % — чорних або афроамериканців - 2,1 % — осіб інших рас |

До двох чи більше рас належало 2,1 %. Частка іспаномовних становила 9,0 % від усіх жителів.
За віковим діапазоном населення розподілялося таким чином: 29,4 % — особи молодші 18 років, 60,6 % — особи у віці 18—64 років, 10,0 % — особи у віці 65 років та старші. Медіана віку мешканця становила 37,6 року. На 100 осіб жіночої статі у місті припадало 99,2 чоловіків;  на 100 жінок у віці від 18 років та старших — 95,4 чоловіків також старших 18 років.
Середній дохід на одне домашнє господарство  становив 97 983 долари США (медіана — 80 512), а середній дохід на одну сім'ю — 109 535 доларів (медіана — 92 258). Медіана доходів становила 64 889 доларів для чоловіків та 47 013 долари для жінок. За межею бідності перебувало 5,9 % осіб, у тому числі 6,2 % дітей у віці до 18 років та 6,4 % осіб у віці 65 років та старших.
Цивільне працевлаштоване населення становило 10 336 осіб. Основні галузі зайнятості: освіта, охорона здоров'я та соціальна допомога — 25,4 %, виробництво — 13,4 %, роздрібна торгівля — 11,6 %, науковці, спеціалісти, менеджери — 10,1 %.